# Allenby Chilton
Allenby C. Chilton (ur. 16 września 1918 w South Hylton  – zm. 15 czerwca 1996) – angielski piłkarz występujący podczas kariery na pozycji obrońcy.

## Kariera klubowa
Allenby Chilton piłkarską karierę rozpoczął w Liverpoolu w 1938. Nie zagrał w nim jednak żadnego meczu, gdyż wkrótce odszedł do Manchesteru United. W lidze angielskiej zadebiutował we wrześniu 1939 w meczu z Charlton Athletic. Wkrótce jego karierę przerwała II wojna światowa. W czasie wojny służył w wojsku, a w 1944 uczestniczył w Lądowaniu w Normandii. W czasie wojny kontynuował karierę piłkarską w rozgrywkach wojennych. W tych rozgrywkach występował w barwach Manchesteru United, jak również w gościnnych występach w innych klubach. Po wojnie kontynuował karierę w barwach Czerwonych Diabłów. Z ManU zdobył Puchar Anglii w 1948, mistrzostwo Anglii oraz Tarczę Dobroczynności w 1952. Ogółem w barwach Czerwonych Diabłów rozegrał 352 spotkania, w których zdobył 3 bramek. W trakcie sezonu 1954-1955 odszedł do trzecioligowego Grimsby Town, gdzie został grającym trenerem. Karierę zakończył w 1956.
| Sezon   | Klub                   | Kraj   | Rozgrywki                        | Mecze | Bramki |
| ------- | ---------------------- | ------ | -------------------------------- | ----- | ------ |
| 1938/39 | Liverpool F.C.         | Anglia | Division One                     | 0     | 0      |
| 1939/40 | Manchester United F.C. | Anglia | Division One                     | 1     | 0      |
| 1940/41 | Manchester United F.C. | Anglia | Football League War Cup          | 0     | 0      |
| 1941/42 | Manchester United F.C. | Anglia | Football League War Cup          | 1     | 0      |
| 1942/43 | Manchester United F.C. | Anglia | Football League War Cup          | 1     | 0      |
| 1943/44 | Manchester United F.C. | Anglia | Football League War Cup          | 0     | 0      |
| 1944/45 | Manchester United F.C. | Anglia | Football League War Cup          | 7     | 0      |
| 1945/46 | Manchester United F.C. | Anglia | War League North Regional League | 31    | 0      |
| 1946/47 | Manchester United F.C. | Anglia | Division One                     | 41    | 1      |
| 1947/48 | Manchester United F.C. | Anglia | Division One                     | 41    | 0      |
| 1948/49 | Manchester United F.C. | Anglia | Division One                     | 41    | 1      |
| 1949/50 | Manchester United F.C. | Anglia | Division One                     | 38    | 1      |
| 1950/51 | Manchester United F.C. | Anglia | Division One                     | 38    | 0      |
| 1951/52 | Manchester United F.C. | Anglia | Division One                     | 42    | 0      |
| 1952/53 | Manchester United F.C. | Anglia | Division One                     | 42    | 0      |
| 1953/54 | Manchester United F.C. | Anglia | Division One                     | 42    | 1      |
| 1954/55 | Manchester United F.C. | Anglia | Division One                     | 29    | 0      |
| 1954/55 | Grimsby Town F.C.      | Anglia | Division Three                   | 13    | 0      |
| 1955/56 | Grimsby Town F.C.      | Anglia | Division Three                   | 42    | 0      |
| 1956/57 | Grimsby Town F.C.      | Anglia | Division Two                     | 8     | 0      |

## Kariera reprezentacyjna
W reprezentacji Anglii Chilton zadebiutował w 7 października 1950 w wygranym 4-1 meczu British Home Championship z Irlandią Północną. Drugi i zarazem ostatni raz w reprezentacji wystąpił 3 października 1950 w zremisowanym 2-2 towarzyskim meczu z Francją.
3 lata później Chilton był w kadrze na mistrzostwa świata.
| Mecze i gole w reprezentacji | Mecze i gole w reprezentacji | Mecze i gole w reprezentacji | Mecze i gole w reprezentacji | Mecze i gole w reprezentacji | Mecze i gole w reprezentacji | Mecze i gole w reprezentacji |
| #                            | Data                         | Miasto                       | Przeciwnik                   | Gol                          | Wynik                        |                              |
| ---------------------------- | ---------------------------- | ---------------------------- | ---------------------------- | ---------------------------- | ---------------------------- | ---------------------------- |
| 1.                           | 07.10.1950                   | Belfast                      | Irlandia Północna            |                              | 4:1                          | British Home Championship    |
| 2.                           | 03.10.1951                   | Londyn                       | Francja                      |                              | 2:2                          | towarzyski                   |

## Kariera trenerska
Karierę trenerską Chilton rozpoczął jeszcze jako zawodnik w trzecioligowym Grimsby Town. Z Grimsby awansował do Division Two w 1956, by 3 lata później spaść z niej. Na początku lat 60. prowadził kluby Wigan Athletic i Hartlepools United.